# امونا، گوا
امونا، گوا (به انگلیسی: Amona, Goa) یک منطقهٔ مسکونی در هند است که در Bicholim taluk واقع شده‌است.

## خصوصیات
امونا ۳۱ متر بالاتر از سطح دریا واقع شده‌است.